# Хитбокс
Хитбокс (енгл. hitbox — контактна зона) представља невидљиви облик који се у видео-играма обично користи за откривање судара у реалном времену. Често је правоугаоник или квадар (у 2D односно 3D играма) који је повезан са видљивим објектом и прати га (нпр. модел или спрајт), мада су кружни или сфероидни облици такође уобичајени. Пракса је да се сваки део анимираног објекта који се покреће повезује са хитбоксовима како би се обезбедила прецизност током покрета.
Хитбоксови се користе за откривање „једносмерних” судара, нпр. када лик задобије ударац или га погоди метак. Нису погодни за откривање судара са повратним информацијама (нпр. налетање на зид) због непрестаног померања хитбоксова; у оваквим случајевима се обично користе много једноставније минималне граничне кутије. Без обзира на то, играчи могу користити израз „хитбокс” и за овакав тип интеракције.